# Kar Seva
 (mai 2014).
Kar Seva est une expression utilisée dans le sikhisme pour désigner le travail volontaire du croyant notamment pour la construction d'un temple ou des réservoirs sacrés, les piscines, qui lui sont attachées. Seva est le service altruiste, désintéressé et, kar en sanskrit comme en perse veut dire action, travail. Le terme kar seva est aussi employé pour les sikhs qui nettoient ces réservoirs sacrés. Cette opération de nettoyage a lieu tous les cinquante ans à Amritsar, au Temple d'Or. Les sikhs de toute l'Inde viennent alors participer à cette cérémonie qui généralement ne se fait qu'une fois dans leurs vies.